# South Scarle
South Scarle är en civil parish i Storbritannien.   Den ligger i grevskapet Nottinghamshire och riksdelen England, i den sydöstra delen av landet, 190 km norr om huvudstaden London.